# Lukas Kleckers
Lukas Kleckers (Essen, 18 mei 1996) is een Duits professioneel snookerspeler.
Bij de Riga Masters 2015 won hij zijn partij tegen Anthony Hamilton met 4–0, maar verloor vervolgens met 4–0 van Stephen Maguire.
Hij werd Duits kampioen in 2019 en was een professional op de Snooker Main Tour van 2017 tot 2019.

Kleckers herwon zijn tourkaart voor 2020/21 en 2021/22 door op de Challenge Tour van 2019/2020 als tweede te eindigen achter de reeds geplaatste Ashley Hugill.